# Real Racing Club de Santander
Real Racing Club de Santander je španjolski nogometni klub iz Santandera. Osnovan je 1913. godine, te svoje domaće utakmice igra na stadionu El Sardinero.

## Poznati igrači
| - Cristian Álvarez - Diego Mateo - Marcelo Espina - Carlos Estévez - Ezequiel Garay - Óscar Mena - Gabriel Schürrer - Erwin Lemmens - Anderson Silva - Argelico Fucks - Felipe Melo - Mauricio Pinilla - Rodolfo Bodipo - Juan Epitié - Óscar Engonga - Stéphane Dalmat - Wilfried Dalmat - Claude Gnakpa - Michel Pineda - Liam Buckley | - Alan Campbell - Dudu Aouate - Yossi Benayoun - Hoalid Regragui - Luis "Pirata" Fuente - Mutiu Adepoju - Frode Grodås - Sigurd Rushfeldt - Raúl Amarilla - Ebi Smolarek - Vladimir Beschastnykh - Dmitri Popov - Dmitri Radchenko - Sergey Shustikov - Dejan Petković - Nikola Žigić - José Amavisca - Antoñito - Casquero - Thomas Christiansen | - Damià Abella - Francisco Gento - Javier Manjarín - Marquitos - Miguel Muñoz - Salva - Santillana - Quique Setién - Víctor Sánchez - Angel Vivar Dorado - Olof Mellberg - Mehdi Nafti - Andrei Zygmantovich - Fernando Correa - Luis Diego López - Federico Magallanes - Mario Regueiro - José Zalazar |

## Poznati treneri
- Fred Pentland
- Patrick O'Connell
- Javier Irureta
- Marcos Alonso
- Gustavo Benítez
- Andoni Goikoetxea
- Marcelino
- Hector Cuper

## Vanjske poveznice
- Službena stranica kluba